# Thorbjørn Jagland
Thorbjørn Jagland (szül. Thorbjørn Johansen, Drammen, 1950. november 5.) norvég közgazdász, munkáspárti politikus, Norvégia korábbi miniszterelnöke. 2009  és 2019 között az Európa Tanács főtitkára.

## Pályafutása
1975-ben egyéves közgazdasági képzést végzett az Oslói Egyetemen. Politikai pályafutását a Norvég Munkáspárt ifjúsági szervezetében kezdte, melynek 1977-1981 között az elnöke volt. 1975-1983-ig Buskerud megye tanácsának is tagja volt. 1986-1992-ig párttitkárként, majd 2002-ig pártelnökként dolgozott; utóbbi pozíciójában Jens Stoltenberg váltotta.
1996-1997 között Norvégia miniszterelnöke volt. Kormányának rövid tevékenységét ellentmondások terhelték: két minisztere is lemondásra kényszerült személyes botrányok miatt. Jagland az 1997-es választások után lemondott annak ellenére, hogy pártja kapta a legtöbb szavazatot. 2000-2001 között külügyminiszter volt.
2005-2009 között a Storting elnöki posztját töltötte be, azóta pedig az Európa Tanács főtitkára. Ebben az évben a Norvég Nobel-bizottság tagja és elnöke lett, a parlamenti választásokon pedig nem indult újra.

## Családja
Nős, felesége Hanna Grotjord.

## Fordítás
- Ez a szócikk részben vagy egészben a Thorbjørn Jagland című angol Wikipédia-szócikk ezen változatának fordításán alapul.  Az eredeti cikk szerkesztőit annak laptörténete sorolja fel. Ez a jelzés csupán a megfogalmazás eredetét és a szerzői jogokat jelzi, nem szolgál a cikkben szereplő információk forrásmegjelöléseként.